# Anco Jansen
Anco Jansen (Zwolle, 9 maart 1989) is een Nederlands voormalig voetballer die doorgaans als middenvelder of als vleugelspeler speelde.

## Clubcarrière

### FC Zwolle
Jansen begon met voetballen bij amateurclub SVI uit zijn geboorteplaats Zwolle. Vanaf het seizoen 2000/01 maakte hij deel uit van de jeugdopleiding van FC Zwolle en op zijn zestiende trainde hij wekelijks mee met het eerste elftal. Op 17 november 2006 maakte Jansen zijn debuut in het eerste elftal; in een thuiswedstrijd tegen AGOVV speelde hij de volle negentig minuten mee en werd met 0–0 gelijkgespeeld.
In het seizoen 2006/07 behoorde hij vast tot de eerste selectie en kwam hij tot 29 wedstrijden in de hoofdmacht. Hij scoorde hierbij een doelpunt, thuis tegen Go Ahead Eagles, met een lob over de doelman.

### Verhuur aan FC Groningen
Jansen vertrok in de winterstop van het seizoen 2007/08 op huurbasis naar FC Groningen, om daar in Jong FC Groningen te gaan spelen. Dit vanwege een vertrouwensbreuk met trainer-coach Jan Everse van FC Zwolle. Jansen wilde graag als middenvelder spelen en niet als spits, zoals Everse hem inzette.

### SC Cambuur Leeuwarden
Op 27 maart 2008 werd bekend dat Jansen een andere club mocht zoeken; zijn contract bij FC Zwolle werd niet verlengd. Op 8 april werd duidelijk dat ook FC Groningen niet met Jansen verder zou gaan. Jansen zou in het seizoen 2008/09 op amateurbasis in het blauw-gele tenue van SC Cambuur Leeuwarden uitkomen. Ook hier kwam Jansen echter niet veel aan spelen toe, waardoor hij voor het volgende seizoen weer op zoek ging naar een andere club.

### SC Veendam
Jansen leek zich in eerste instantie bij de amateurs van HHC Hardenberg te voegen, tot SC Veendam bij hem aanklopte en hem een amateurovereenkomst aanbood. Jansen ging hiermee akkoord en speelde zich in de voorbereiding in de kijker. Trainer Joop Gall gaf hem in de eerste competitiewedstrijd een basisplaats en die stond Jansen niet meer af. De afspraak was dat Jansen bij meer dan tien gespeelde wedstrijden een contract zou worden aangeboden. Na een thuiswedstrijd tegen zijn oude club SC Cambuur Leeuwarden werd bekend dat SC Veendam en Anco Jansen om tafel gingen voor een een- of tweejarig profcontract.

### De Graafschap
In januari 2012 vertrok Jansen naar Eredivisionist De Graafschap. In zijn eerste seizoen scoorde hij één keer in elf wedstrijden. De Graafschap degradeerde en speelde het seizoen daarop in de Eerste divisie. In dit seizoen maakte Jansen 21 doelpunten in 29 duels. De Graafschap wilde niet meewerken aan een transfer naar Celtic FC. Jansen meldde zich ziek bij de club uit Doetinchem en trainde niet meer mee.

### Roda JC Kerkrade
Op 31 januari 2014 kreeg Jansen, enkele minuten voor het verstrijken van de transferdeadline, toch zijn gewenste transfer. Hij tekende tot medio 2017 bij Roda JC. Op 4 februari 2014 maakte Jansen zijn debuut voor Roda JC, tegen Feyenoord. Jansen begon in de daaropvolgende wedstrijd tegen NAC Breda in de basis, maar moest zich in de eerste helft laten vervangen door een blessure die hem de rest van het seizoen aan de kant hield. Jansen degradeerde op zaterdag 3 mei 2014 met Roda JC naar de Eerste divisie.
Op zondag 1 februari 2015 verloor Roda JC in de Eerste divisie ook de derde competitiewedstrijd na de winterstop: een 3-1 nederlaag in de Limburgse derby tegen MVV Maastricht. Jansen zette Roda JC in de elfde minuut op voorsprong, maar halverwege de eerste helft sloegen de stoppen bij hem door nadat hij geen hoekschop kreeg toegewezen. Jansen ging woedend verhaal halen bij de grensrechter en kreeg geel van scheidsrechter Jeroen Sanders. Vervolgens leek het alsof Jansen van dichtbij naar de arbiter spuugde, wat hem op een directe rode kaart kwam te staan. Die werd later geseponeerd, toen bleek dat Jansen niet naar de arbiter had gespuugd.
Jansen promoveerde aan het eind van het seizoen 2014/15 met Roda JC via de play-offs weer naar de Eredivisie.

### Boluspor
Jansen speelde in de eerste maand van het seizoen 2015/16 nog drie wedstrijden voor Roda JC. Daarna tekende hij een contract voor twee jaar bij Boluspor, de nummer tien van de TFF 1. Lig in het voorgaande seizoen. Hij raakte geblesseerd en zijn contract werd niet verlengd in 2017.

### FC Emmen
In augustus 2017 verruilde Jansen Boluspor voor FC Emmen.

### NAC Breda
In februari 2021 tekende Jansen een halfjarig contract bij NAC Breda, dat hem transfervrij overnam van FC Emmen.

### PSM Makassar
In juli 2021 tekende Jansen een eenjarig contract bij PSM Makassar. Na dit jaar beëindigde hij zijn profcarrière. 

## Clubstatistieken
| Seizoen | Club                  | Land      | Competitie     | Wedstrijden | Doelpunten |
| ------- | --------------------- | --------- | -------------- | ----------- | ---------- |
| 2005/06 | FC Zwolle             | Nederland | Eerste divisie | 1           | 0          |
| 2006/07 | FC Zwolle             | Nederland | Eerste divisie | 29          | 1          |
| 2007/08 | FC Zwolle             | Nederland | Eerste divisie | 10          | 1          |
| 2007/08 | → FC Groningen        | Nederland | Eredivisie     | 0           | 0          |
| 2008/09 | SC Cambuur Leeuwarden | Nederland | Eerste divisie | 5           | 0          |
| 2009/10 | SC Veendam            | Nederland | Eerste divisie | 32          | 4          |
| 2010/11 | SC Veendam            | Nederland | Eerste divisie | 30          | 7          |
| 2011/12 | SC Veendam            | Nederland | Eerste divisie | 15          | 10         |
| 2011/12 | De Graafschap         | Nederland | Eredivisie     | 11          | 1          |
| 2012/13 | De Graafschap         | Nederland | Eerste divisie | 29          | 21         |
| 2013/14 | De Graafschap         | Nederland | Eerste divisie | 15          | 6          |
| 2013/14 | Roda JC Kerkrade      | Nederland | Eredivisie     | 2           | 0          |
| 2014/15 | Roda JC Kerkrade      | Nederland | Eerste divisie | 18          | 4          |
| 2015/16 | Roda JC Kerkrade      | Nederland | Eredivisie     | 3           | 0          |
| 2015/16 | Boluspor              | Turkije   | TFF 1. Lig     | 26          | 7          |
| 2016/17 | Boluspor              | Turkije   | TFF 1. Lig     | 25          | 2          |
| 2017/18 | FC Emmen              | Nederland | Eerste divisie | 28          | 4          |
| 2018/19 | FC Emmen              | Nederland | Eredivisie     | 29          | 5          |
| 2019/20 | FC Emmen              | Nederland | Eredivisie     | 7           | 1          |
| 2020/21 | FC Emmen              | Nederland | Eredivisie     | 17          | 1          |
| 2020/21 | NAC Breda             | Nederland | Eerste divisie | 13          | 0          |
| 2021/22 | PSM Makassar          | Indonesië | Liga 1         | 5           | 3          |

## Trivia
- Jansen werd op 6 september 2010 de eerste Gronings Kampioen Footgolf. In het Stadspark van Groningen versloeg hij in de finale Kevin Heuvelink van Oranje Nassau Groningen, die eveneens dertig schoten nodig had voor de negen holes, door middel van een "neary".